# Aberystwyth
Aberystwyth este un oraș în vestul Țării Galilor situat în apropiere de Marea Irlandei.
La recensământul din 2004, populația orașului era de 12.000 de locuitori.
Aberystwyth este principalul centru administrativ și de vilegiatură de pe coasta de vest a Țării Galilor. Tot aici se găsesc universitatea University of Wales Aberystwyth și Biblioteca Națională. 

Orașul este așezat între trei dealuri și două plaje, având câteva ruine de castele, un debarcader și un port. Pe dealurile înconjurătoare se găsesc vestigii ale unui fort din epoca fierului și un monument dedicat Ducelui de Wellington. De pe dealuri se deschide o priveliște încântătoare asupra golfului Cardigan. 

Fiind un oraș universitar, el găzduiește câteva mii de studenți. 

De-a lungul coastei se înșiră clădiri din epocile victoriană și edwardiană, cu 4 sau 5 niveluri. Promenada largă protejează clădirile de furia Mării Irlandei. În zilele senine se poate vedea muntele Snowdon, cel mai înalt din Țara Galilor. 

Portul, unul din cele mai frecventate din Țara Galilor, este locul de vărsare a râurilor Ystwyth și Rheidol. Din punct de vedere geografic, Aberystwyth poate fi considerat izolat de restul Țării Galilor.
Clima locală este dominată de influența Curentului Golfului, care încălzește întreaga regiune.

## Castelul
Cu mult înainte ca normanzii să înceapă să-și construiască castelele, culmea Pen Dinas fusese folosită de locuitorii din epoca fierului pentru a ridica o imensă fortificație, care se vede și astăzi de departe, când te apropii de Aberystwyth dinspre sud. 

Primul castel normand, construit în secolul al XII-lea, a fost de fapt un val de pământ de formă circulară. Evident, apărarea pe care o permiteau lucrările de fortificații din pământ și bușteni era prea vulnerabilă, astfel că a fost ales un nou loc pentru castel, la Aberystwyth. În acea vreme, Țara Galilor era condusă de Llywelyn the Great (Llywelyn cel Mare). Castelul a fost apoi reconstruit, pe rând, de alți conducători, până ce a devenit inutil, în fața armamentului tot mai puternic. Ultimul castel construit la Aberystwyth era considerat, la vremea sa, cel mai mare din Țara Galilor, dar astăzi este complet în ruină, oferind doar o palidă imagine a măreției sale de odinioară. 

Cum de a ajuns falnicul castel o biată ruină? Încă din secolul al XIV-lea acesta a început să se deterioreze. Pe la 1343, porțiuni mari din poarta de intrare și din podul basculant, precum și curtea exterioară se ruinaseră deja. Apropierea de mare a accelerat procesul de degradare. 

În 1404, Owain Glyndwr a cucerit fortăreața ce sta să se dărâme. În câțiva ani, englezii au pus din nou stăpânire pe castel, dar după 1408, castelul Aberystwyth și-a pierdut complet valoarea strategică pentru monarhie, astfel că au fost întreprinse numai lucrări de reparații minore. În timpul Războiului Civil, castelul a căzut victimă politicii nemiloase a lui Oliver Cromwell, datorită garnizoanei dislocate aici, care era de partea regelui Carol I Stuart. Cea mai mare parte a pietrelor castelului au fost luate de localnici pentru a-și construi case.

## Orașe înfrățite
- Saint-Brieuc, Franța